# Тетянич, Фёдор Константинович
Фёдор Константинович Тетянич или Фрипулья (17 февраля 1942, Княжичи, Киевская область — 18 февраля 2007, Киев) — советский и украинский художник-монументалист. Известен как представитель акционизма и хеппенинга.

## Биография
Фёдор Тетянич родился 17 февраля 1942 года в селе Княжичи Киевской области.
Окончил Киевский государственный художественный институт (1966). Педагоги — В. Чеканюк и С. Подеревянский.
С 1973 года — член Национального союза художников Украины и Союза художников СССР
Автор мозаики и панно на здании завода Художественного стекла, остановках по линии скоростного трамвая в Киеве.
Известные картины: «Козак Мамай», «Кошевой атаман Сирко» (1966). Искусствовед Леся Смирная назвала работы Тетянича, созданные из подручных материалов, протестом против соцреализма.
Скончался от рака пищевода 18 февраля 2007 году в Киеве.
В июне 2017 года состоялась выставка работа Тетянича в PinchukArtCentre в Киеве.